# زادنبیه (شهرستان پارچف)
زادنبیه (به لهستانی:  Zadębie) یک روستا در لهستان است که در گمینا دنبووا کوودا واقع شده‌است.